# Quercus grandidentata
Quercus grandidentata är en bokväxtart som beskrevs av Joseph Andorfer Ewan. Quercus grandidentata ingår i släktet ekar, och familjen bokväxter. Inga underarter finns listade.